# Список умерших в 977 году
В этой статье представлен список известных людей, умерших в 977 году.
См. также: Категория:Умершие в 977 году

## Март
- 1 марта — Росендо — епископ Мондоньедо (925—942), один из выдающихся церковных деятелей христианской Испании X века; святой Римско-католической церкви

## Ноябрь
- 6 ноября — Ибн аль-Кутийя — арабский историк, поэт, филолог.

## Дата неизвестна или требует уточнения
- Аль-Хасан аль-Асам — карматский военный и государственный деятель, полководец, командовавший вторжениями в Сирию, включая Дамаск, Египет и Палестину против Ихшидидов и Фатимидов в 968—977 годах.
- Амлаф — король Альбы (Шотландии) с 973 года
- Ашот III — правитель Анийского царства с 952 года
- Борис II — царь Болгарии с 969 года
- Виша Шура — правитель Хотана (966—977).
- Гизульф I — князь Салерно с 946 года
- Го Чжуншу — китайский художник
- Дубравка Чешская — дочь чешского князя Болеслава I, жена князя Польши Мешко I
- Захир ад-Даула Бисутун ибн Вушмгир — амир Горгана с 967 года
- Ивар — король Лимерика с 964 года
- Олег Святославич — князь древлянский с 970 года, один из сыновей киевского князя Святослава Игоревича.